# Укрепление Дильсберг
Укрепление Дильсберг — крепость эпохи высокого Средневековья к востоку от Гейдельберга. Состоящая из сильно руинированного замка и окружённого стеной поселения, она представляет собой историческое ядро бывшего города Дильсберг (статус города получил в 1347 году; ныне — часть города Неккаргемюнд).

## Географическое расположение
Дильсберг выстроен на крутом холме на высоте 288,6 м над уровнем моря, и с трёх сторон омывается рекой Неккар, делающей в этом месте большой изгиб. Благодаря своему стратегическому положению Дильсберг был одним из важнейших звеньев оборонительной системы Курпфальца на Неккаре.

## История
На основании археологических находок (золотая монета Гонория, фрагменты рельефа с изображением Меркурия и керамики) с большой долей уверенности можно предполагать, что на этом месте как минимум до начала V века стояла римская сторожевая (сигнальная) башня.
С 988 года Дильсберг принадлежал епископам Вормса, имевшим исключительные права на вырубку леса на холме.
Укрепление на освобождённом от леса участке было заложено между 1150 и 1200 годами, вероятно при графах фон Лауффен (побочная ветвь Поппонидов), состоявших на службе епископов Вормса и упомянутых в 1208 году в качестве владельцев Дильсберга.
После пресечения мужской линии рода фон Лауффен в 1212 году Дильсберг перешёл во владение рода фон Дюрн, с 1252 года называвших себя также графами (comes) фон Дильсберг.
В 1287/88 году граф Боппо II фон Дюрн продал Дильсберг Рудольфу фон Габсбургу, старший сын которого Альбрехт за поддержку при своём возможном избрании императором обещал передать крепость во владение рейнских пфальцграфов.
Около 1300 года (точная дата неизвестна), вероятно, в правление Рудольфа I Дильсберг стал курпфальцской крепостью, и в 1347 году получил городские права. Взамен население обязывалось не только содержать гарнизон крепости, но также и придворную свиту пфальцграфа во время увеселительных прогулок и на случай войны (Дильсберг долгое время был «запасной» резиденцией рейнских пфальцграфов).
В Тридцатилетней войне Дильсберг подтвердил свою роль «бастиона Гейдельберга»: за крепость развернулись ожесточённые сражения. В 1621 году Дильсберг был осаждён армией Католической лиги под командованием графа Тилли; после падения Гейдельберга крепость сдалась в 1622 году. В 1633 году Дильсберг был отвоёван шведами, но уже в 1635 году снова занят верными императору войсками. После окончания войны в 1648 году крепость опять перешла под управление Курпфальца.
В войне за пфальцское наследство Дильсберг был в 1690 году занят французскими войсками под командованием генерала Мелака. Однако в отличие от Гейдельберга и многих иных городов Курпфальца, Дильсбергу повезло, и он не был разрушен при отходе французских частей.
Последний военный конфликт, в котором принял участие Дильсберг — это Вторая коалиционная война, в которой гарнизон крепости в 1799 году смог успешно отразить атаку французской армии.
В 1803 году с упразднением Курпфальца укрепление Дильсберг вместе с городом отошло новообразованному курфюршеству Баден. Замок, центр крепости, к этому времени потерявшей своё военное значение, был переоборудован в военную тюрьму и позднее — в карцер для провинившихся студентов Гейдельбергского университета.
С 1820-х годов по 1895 год крепость использовалась как каменоломня, и оказалась почти полностью разобрана. Её полное исчезновение предотвратил лишь общий романтический интерес к эпохе Средневековья; Дильсберг стал постепенно развиваться как туристический центр. В 1896 году при реставрационных работах была обнаружена и в 1926 году расчищена 80-метровая в глубину шахта, неизбежно привлекающая внимание посетителей. Большой интерес к шахте проявлял в том числе Марк Твен; легенда о её загадочном предназначении упомянута им в книге A Tramp Abroad 1888 года.
В октябре 1919 года в Дильсберге проходили нелегальные заседания Второго так называемого «Гейдельбергского съезда» Коммунистической партии Германии.
В 1934 году в здании старых городских ворот открылась молодёжная гостиница.

## Современное использование
Укрепление Дильсберг принадлежит государству и находится под управлением «Государственных замков и парков Баден-Вюртемберга». В часы работы музея можно подняться на сохранившуюся до наших дней позднесредневековую башню и насладиться прекрасным видом на долину Неккара, Оденвальд и Крайхгау.